# سونلگاز
سونلگاز (عربی: سونلغاز) شرکت برق و توزیع گاز الجزایری است، که در سال ۱۹۶۹ تأسیس شد.